# Вегетативна терапия
Вегетативната терапия е форма на райхианска психотерапия, която включва физическо изразяване на емоциите. Основният и създаващият труд на вегетативната терапия е книгата на Вилхелм Райх Psychischer Kontakt und vegetative Stroemung (1935), по-късно е включена в разширеното издание на „Анализа на характера“ (1933, 1949).
Практиката на вегетативната терапия включва това аналитикът да помоли пациента физически да симулира телесните ефекти на силни емоции. Тази симулация кара пациента да преживява симулираните емоции, като по този начин осбобождава потиснатите емоции и в тялото, и в душата си. Катарзисът на емоционалното изразяване разчупва катексиса на затворените емоции. Докато преживява симулираното емоционално състояние, пациентът може да окаже влияние върху минали преживявания, които са причинили тази емоция и която емоция не е била изцяло разрешена. Тези емоции се описват като затворени емоции и райхианската анализа ги вижда като показващи се в тялото.